# Regia televisiva
La regia televisiva è l'organo di controllo, coordinamento e selezione delle riprese televisive. In una postazione che può essere fissa nel dietro le quinte di uno spettacolo o telegiornale o mobile, in un pulmino o stazione mobile sat - il regista ha davanti a sé una serie di monitor corrispondenti alle telecamere disposte sul luogo dell'evento. La regia televisiva comprende un'area che si occupa del controllo tecnico, ovvero di verificare in tempo reale che tutti gli standard e i livelli delle immagini siano corretti, un'area che si occupa della parte audio con tutte le fonti che ad essa competono: microfoni, linee audio in ingresso ed uscita, distribuzione del segnale audio a tutti i referenti, dal monitoraggio all'uscita in caso di invio su vettori satellitari o registrazioni nelle varie macchine preposte. Il collegamento avviene tramite cavo o rete.

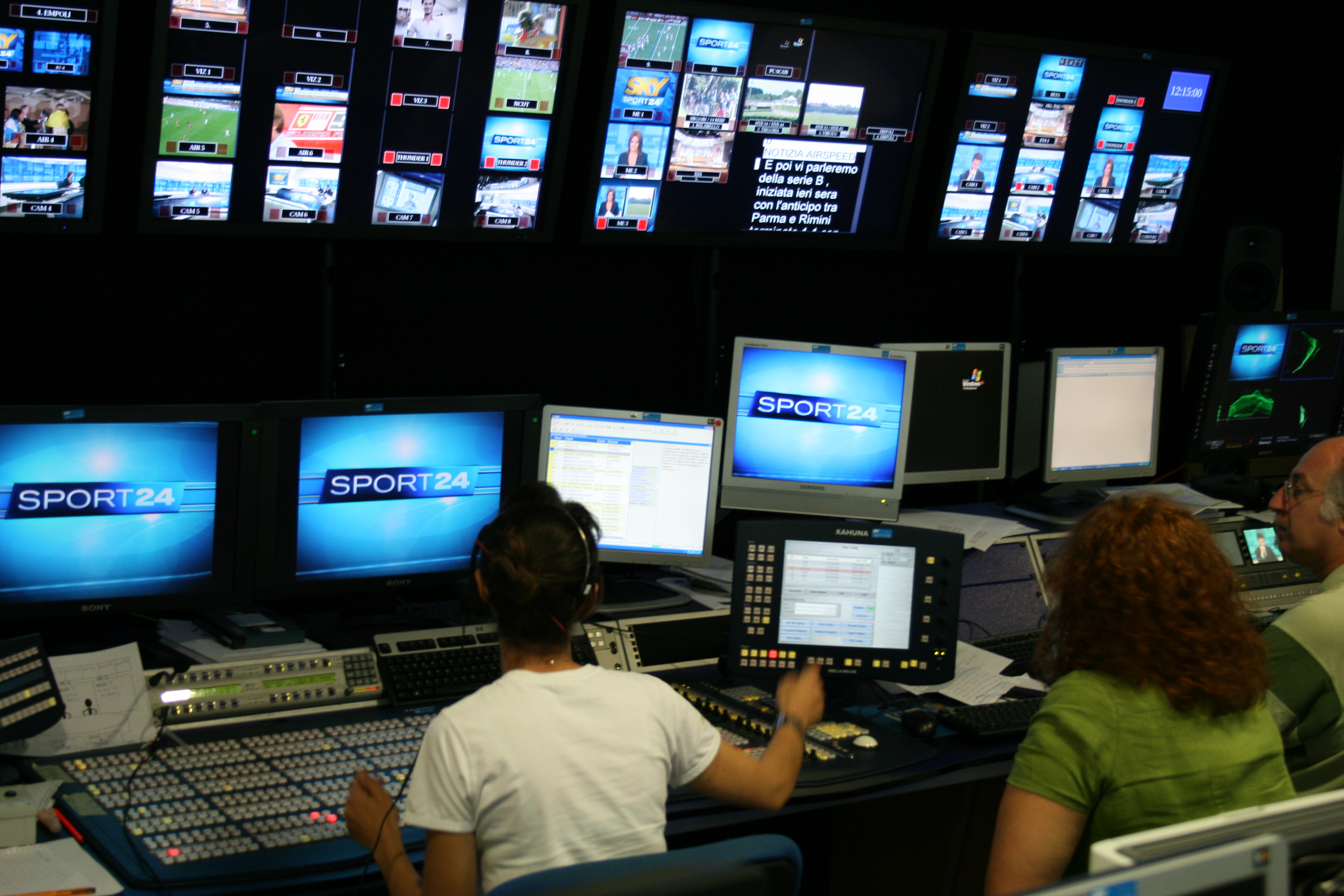
Studio di regia televisiva.

Solitamente coadiuvato da un paio di assistenti, il regista televisivo ha la responsabilità di controllare e scegliere l'inquadratura migliore al momento opportuno. Può richiedere via radio agli operatori una variazione di posizione o inquadratura, valutandone l'anteprima sui monitor e successivamente selezionandola per la messa in onda. Parimenti alla messa in onda la tecnologia consente la registrazione in tempo reale delle riprese di tutte le postazioni, permettendo instant replay con cambi di inquadratura. Davanti al regista e ai suoi collaboratori vi è un largo bancone contenente i controlli manuali delle sorgenti audio/video. Secondo potenza e grandezza è possibile accedere a server di archivio video digitale.
La posizione delicata di questa figura è data dal tempo, ovvero dalla diretta dell'evento che - al contrario del regista cinematografico - pone il regista tv davanti a scelte, creazioni, controlli immediati e tempestivi, senza possibilità di rimandare o ripetere. Ogni errore è immediatamente percepito dall'utenza (telespettatore).
I coefficienti di difficoltà variano dal controllo di un talk-show (più semplice - immagini statiche e posizioni prestabilite), ad uno spettacolo tv (sceneggiatura e tipologia di riprese prestabilite) fino ad eventi sportivi o live news. Si pensi alle partite di calcio in diretta, quanto immediata deve essere la scelta di un campo largo (rettangolo di gioco intero), abbinato a primi piani dei protagonisti, instant replay ecc. Quando ciò non avviene con fluidità e sapienza il risultato può essere seccante e scadente e il telespettatore se ne accorge subito, lamentandosi.
L'operatore di ripresa è collegato con la regia tramite Intercom (con connessione cablata o radio), mentre i conduttori sono informati su quale telecamera li sta riprendendo da un LED rosso, il tally, posizionato sulla telecamera stessa.
L'abilità di un regista è definita nel mantenere viva l'attenzione del telespettatore: stacchi frequenti e variazioni di ripresa, nel ritmo corretto imposto dall'evento, hanno questa funzione.
A differenza del collega cinematografico, il regista televisivo riceve meno considerazione, meriti e riconoscimenti, seppur esistano concorsi per questa figura. Capita che nella trasmissione stessa se ne possa venir omesso perfino il nome: il suo ruolo è difficile quanto poco visibile, come quello di molti altri tecnici radiotelevisivi.
Negli anni 60/70 per quanto riguarda la televisione italiana, i registi televisivi erano ben più famosi e considerati (Antonello Falqui, Romolo Siena, Eros Macchi etc.) poiché sovraintendevano anche alla parte artistica e non solo tecnica. Come teorizzò un noto critico televisivo, si passò a una "regia da studio" fatta dai conduttori stessi (chi non ricorda Funari con i suoi "damme' la 2" parlando in diretta col suo regista, scegliendo la telecamera che lo doveva inquadrare). Il regista televisivo di oggi non sceglie più la dinamica del racconto, ma si limita a seguire le indicazioni dei vari conduttori di turno (vedi Barbara D'Urso, Federica Sciarelli etc..)

## Regia televisiva dello sport
Caratteristica fondamentale di ogni diretta televisiva è la contemporaneità tra lo svolgimento dell'evento e la sua fruizione televisiva. Ovvero, la ripresa in diretta omologa il tempo televisivo al tempo reale. Nel caso della diretta dell'avvenimento sportivo, la durata della ripresa televisiva equivale a quella dell'evento o della performance sportiva. 
A corollario della identità tra tempo televisivo e tempo reale, bisogna dire che la ripresa televisiva ha una consecuzione temporale obbligata in ogni sua fase. Nella gara dei 100 metri, lo start precede la corsa che a sua volta precede il finish: altrettanto avviene nella ripresa televisiva. Solo nella fiction, con la ricostruzione del racconto, il risultato può precedere la successione obbligatoria delle fasi e la loro durata può essere modificata.
Nella complessità della produzione dei grandi eventi, bisognerà distinguere tra la regia dell'avvenimento sportivo e la regia di personalizzazione o di integrazione dello stesso. Con la prima, un regista principale realizza l'avvenimento. Con le seconde, ricevendo il segnale 
internazionale, singoli registi lo integrano o lo modificano per le esigenze del proprio broadcast, contestualizzando l'avvenimento televisivo internazionale nell'ambito degli interessi della propria televisione e del proprio pubblico nazionale. È della prima regia che ci interessiamo, quella dell'evento e non della sua integrazione, nei termini teorici e di procedure che ci sono consentiti.
La regia in diretta dell'avvenimento sportivo consiste nella impostazione della copertura televisiva dell'evento e nella gestione delle sequenze di ripresa offerte dalle telecamere e dai microfoni. La copertura televisiva dell'evento (coverage) avviene in tre fasi. 
Nella prima, nel corso di un sopralluogo, sulla base della conoscenza dell'evento e del suo sviluppo spazio-temporale, viene stabilito il posizionamento delle telecamere e dei microfoni e si opera la scelta delle ottiche (dai grandangoli ai lungofocali) e dei supporti camera (dai cavalletti alle camere in movimento a terra e in aria). Questa fase riguarda essenzialmente il regista, il direttore tecnico della produzione e il primo cameraman. In alcuni casi avviene con la consulenza di un tecnico della disciplina. 
Nella seconda fase, quella dell'allestimento dell'impianto tecnico, vengono coinvolti tutti i componenti della squadra, diretti dal direttore di produzione (producer). In questa fase, il regista (TV Director) stabilisce la posizione dei segnali camera sui monitor, spiega la funzione delle camere e l'uso dei replay ai suoi più stretti collaboratori (cameramen, replaysti, tecnico audio e mixer video). 
La terza fase è quella propria della ripresa (shooting), diretta dal regista dall'interno del pullman di ripresa (outside boadcasting van) davanti ai monitor e consiste essenzialmente nella preparazione e lo stacco (cut), operato sul tempo reale della performance sportiva, delle inquadrature e dei movimenti di camera utili a visualizzare i momenti tecnici ed emozionali dell'evento.
Il sistema di ripresa di ogni avvenimento sportivo in diretta è il risultato della combinazione di tre modi di posizionamento e d'uso delle telecamere. Le telecamere possono essere posizionate:
- in successione una all'altra (come avviene, per esempio, in un circuito automobilistico o in una gara di discesa libera, dallo start al finish);
- posizionando la camera principale in totale sull'asse centrale del campo e alternandola ai campi stretti di altre telecamere (per esempio per la partita di calcio e per i giochi di squadra);
- posizionando le telecamere a gruppi, per gli eventi multidisciplinari (come l'atletica) o staccandole per estrapolazione in quelle discipline dove gli atleti partono uno alla volta (come succede, per esempio, per il golf o il ciclismo a cronometro).

Spesso questi tre sistemi di posizionamento coesistono nella stessa ripresa e, secondo le discipline e le modalità d'uso, uno di essi risulterà essere il principale e uno o gli altri due fungeranno da subordinati.
È nell'esperienza di registi e cameramen che ogni telecamera produca un numero limitato di inquadrature utili, atte a rappresentare gli aspetti tecnici ed emotivi della disciplina e del contesto in cui essa si svolge. Alternando a stacco le immagini sul tempo reale dell'evento, la ripresa consisterà per gran parte in uno o più algoritmi, più o meno complessi, spesso con poche possibilità di variazioni nella successione delle inquadrature. 
Ad esempio di un algoritmo semplice, si veda quello della pallavolo. All'inquadratura della battuta, il regista farà seguire quella del totale di gioco (da camera alta centrale) e non staccherà più fino al conseguimento del punto; mostrerà poi i giocatori che lo hanno fatto o lo hanno subito; chiamerà un primo e un secondo replay, ma dovrà fermarsi, perché deve di nuovo inquadrare la battuta. Poche variabili si danno a questo algoritmo semplice: il dettaglio di uno schema di gioco, un'espressione prima della battuta, una reazione del pubblico o dell'allenatore o dell'arbitro dopo il punto, ma bisognerà rispettare lo stacco sulla battuta.
Ad esempio di un gioco più complesso, ovvero costituito da più algoritmi, si veda il calcio. Stabilito il totale e il campo stretto sulla manovra collettiva e il gioco individuale, nel caso di un fallo, il regista avrà a disposizione le inquadrature del giocatore che lo ha fatto, di quello che lo ha subito e dell'arbitro; nel caso del corner, vedremo chi si appresta al tiro, il portiere che dispone la difesa, i giocatori più marcati, il movimento in area; nel caso del rilancio, avremo a disposizione le inquadrature del portiere, della squadra posizionata, dei giocatori in contrasto aereo e così via. Ogni situazione di gioco (sono circa una decina) è predeterminata nelle immagini e consente poche variabili: la reazione del pubblico, le indicazioni delle panchine, un contrasto tra giocatori senza palla ecc. In partita, il regista utilizzerà una serie di algoritmi noti, costituiti da inquadrature in totale o campi stretti, primissimi piani e dettagli, alternando azioni ed emozioni, ma nel rispetto dei tempi del gioco e delle sue convenzioni di ripresa.
Più difficile potrà risultare l'algoritmo di altri eventi sportivi, quale quello complesso di un gran premio di Formula 1. Ma anche in questi casi, sarà possibile riconoscere l'alternarsi di un sistema sequenziale (il giro di pista) con quello ad estrapolazione (il passaggio dai primi al duello o dalla corsa ai box), con quello sull'asse centrale (dal totale dall'elicottero, al campo stretto della macchina, alla telecamera on board) questa volta con una maggiore libertà interpretativa dell'evento, pur sempre obbligata dai tempi reali.
Bisognerà ribadire che posizionamento camere, inquadrature e sequenze, replay e ralenti, sono regolate da standard internazionali, che interpretano convenzionalmente discipline sportive e giochi di squadra, nel rispetto delle regole sportive. Per esempio, è convenzione che la corretta ripresa televisiva di una performance di atletica si imposti sui tre momenti della presentazione, gesto atletico e risultato. Allo stesso modo, è convenzione che la partita di calcio, come generalmente tutti i giochi di squadra, si riprenda con la camera principale collocata alta in tribuna centrale e non, per esempio e come sarebbe teoricamente possibile, alta sull'asse longitudinale e così via.
Altre regole disciplinano l'uso dei replay e dei ralenti (che sono una convenzionale rottura dell'assioma “tempo reale = tempo televisivo”), per cui la diretta televisiva ha normalmente la priorità sulla registrazione e il replay o il ralenti viene proposto nei momenti ininfluenti dell'azione sportiva.
Alla ripresa video si associa quella degli effetti sonori del campo di gara, a costituire il cosiddetto suono internazionale. A questo si miscela la telecronaca ad una o più voci, compreso il commento tecnico, a costituire il cosiddetto suono completo. L'apporto grafico e cronometrico completa la ripresa televisiva dell'evento e, in alcuni casi, risulta essenziale alla sua comprensione (per esempio, il cronometraggio nelle corse o la misura nei lanci o l'apporto grafico nella vela).
Infine, nel quadro generale, bisognerà tener conto che le riprese degli avvenimenti sportivi sono propriamente produzioni televisive specialistiche, sulla cui qualità – oltre all'équipe - è determinante la congruità e l'aggiornamento tecnologico degli apparati di ripresa e di trasmissione audio-video..
| Controllo di autorità | Thesaurus BNCF 3220 |